# Neperigea costa
Neperigea costa là một loài bướm đêm trong họ Noctuidae.